# Contraception en Irlande
La contraception était illégale en Irlande de 1935 à 1980, date à laquelle elle fut légalisée avec de fortes restrictions, plus tard assouplies. Cette interdiction reflétait la doctrine de l'Église catholique sur la sexualité.

## Histoire

### Encycliques du Pape
L'encyclique Casti connubii (1930) fait suite à la production industrielle et à l'utilisation massive de préservatifs, qui permettent d'empêcher la fécondation. Elle spécifie :

« que tout usage du mariage, quel qu'il soit, dans l'exercice duquel l'acte est privé, par l'artifice des hommes, de sa puissance naturelle de procréer la vie, offense la loi de Dieu et la loi naturelle, et que ceux qui auront commis quelque chose de pareil se sont souillés d'une faute grave. »

— Casti Connubii
Après la commercialisation de la pilule dans les années 60, une Commission pontificale sur le contrôle des naissances est mise en place. Il est souvent mentionné que la majorité était en faveur de la contraception, ce qui est aussi sous-entendu dans l'encyclique du pape. L'encyclique Humanae vitae (1968) décrète que la contraception artificielle n'est pas moralement admissible.

### Interdiction de vente de 1935 à 1978
Posséder et utiliser des moyens de contraceptions n'était pas interdit. Cependant, à partir de 1935, il devient illégal d'en vendre ou d'en importer. À cette période, un vide juridique est utilisé, selon lequel un contraceptif comme le préservatif ne peut pas être « mis en vente », mais un citoyen peut être « invité à négocier » pour en acheter. Il est également possible faire des donations aux associations du planning familial, pour recevoir des contraceptifs en tant que « cadeau ». Mais la réalité pour la majeure partie de la population, c'est que la contraception était impossible à obtenir. Peu de magasins voulaient avoir en stock un produit qui pouvait attirer l'opprobre public ou l'attention de la police.
Au début de l'année 1971, la sénatrice Mary Robinson (qui deviendra par la suite présidente) tente d'introduire au Seanad le premier projet de loi proposant de libéraliser la loi sur la contraception, mais elle n'est alors pas autorisée à le lire, ce qui coupe court à toute discussion. Le 31 mars, un groupe de militants parvient à entrer dans le domaine de Leinster House, puis à l'intérieur du bâtiment pour protester. Le 22 mai 1971, un groupe de féministes irlandaises, dont Mary Kenny fait partie, voyage en train jusqu'à Belfast puis rentre à la Gare de Dublin Connolly chargé de contraceptifs, pour protester contre l'illogisme de la loi. Cet événement suscite la critique de l'Église catholique irlandaise ; Thomas Ryan, évêque de Clonfert, déclare que « jamais auparavant, et encore moins depuis les Lois pénales, l'héritage catholique de l'Irlande n'avait été sujet à autant d'attaques insidieuses sous le prétexte de la morale, des droits civiques et de la libération des femmes ».
En 1973, la Cour suprême estime dans l'affaire McGee v. The Attorney General qu'il existe un droit constitutionnel à l'intimité conjugale permettant l'utilisation de contraceptifs. De nombreux projets de loi sont alors proposés, mais aucun ne devient un texte de loi. En effet, le Taoiseach de l'époque, Jack Lynch, finit par admettre que cette question a été longtemps repoussée.

### Réformes autorisant la vente
En 1979, le projet de loi sur la santé (planning familial) est introduit par Charles Haughey pour limiter l'approvisionnement de contraceptifs au « planning familial de bonne foi ou pour des raisons médicales avérées ». Mais ce projet de loi est controversé. En effet, les contraceptifs ne peuvent être délivrés que par un pharmacien, sur présentation d'une ordonnance médicale valide remise par un praticien. On affirme souvent à tort que le possesseur de l'ordonnance devait être marié, mais la loi ne l'exigeait techniquement pas. Cependant, les « plannings familiaux de bonne foi » ne l'auraient probablement pas autorisé hors mariage. La raison de ce compromis est due à la position de force des conservateurs dans la société irlandaise à l'époque, et particulièrement de l'Église catholique, qui rendait difficile le passage de lois plus libérales. La contraception n'était pas non plus vue par les politiciens comme un moyen de gagner des voix. Haughey a célèbrement décrit la loi de 1979 comme « an Irish solution to an Irish problem ». Le 1er novembre 1980, la loi entre en fonction sur ordre du ministre.
L'amendement de la loi sur la santé (planning familial) de 1985 autorise la vente sans ordonnance de préservatifs et de spermicides aux personnes de plus de 18 ans. Cependant, la vente est limitée à certaines catégories de lieux décrits dans la loi. L'amendement de 1992 abroge la Section 4 de la loi de 1979, amendée en 1985, et continue de permettre l'approvisionnement de contraceptifs sans ordonnance ainsi que la vente à tout individu de plus de 17 ans. En 2010, la loi de 1992 et l'amendement de 1993 sont les seules dispositions législatives sur la contraception et le planning familial en Irlande.
Les lois sur la censure devaient être réformées, tout comme celles sur la vente de contraceptifs, pour permettre d'en faire la publicité, et même de les mentionner. Jusqu'en 1976, le Conseil de Censure des Publications avait banni le livret de l'Irish Family Planning Association intitulé « Family Planning ». La loi sur la santé (planning familial) de 1979 supprime toutes les références à « l'entrave contre nature à la procréation » dans les lois de censure de 1929 et de 1949, permettant ainsi aux publications informant sur la contraception d'être distribués en Irlande. La loi sur la régulation de l'information (Services Outside the State for the Termination of Pregnancies) de 1995 modifie celles de 1929, 1946 et 1967 pour permettre la publication d'informations sur « les services assurés en dehors du pays pour l'interruption volontaire de grossesse ».
Le 8e amendement de la constitution irlandaise, qui interdisait l'avortement, est abrogé en 2018.
Un faible pourcentage de la population irlandaise s'oppose toujours à l'utilisation de contraceptifs artificiels au sein du mariage, conformément à Humanae Vitae. Le célèbre sportif Mickey Harte en fait partie,. Le magazine conservateur Brandsma Review a publié un éditorial s'opposant à l'utilisation de contraceptifs artificiels[réf. nécessaire].